# Cryptotaenia
Cryptotaenia, tên tiếng Việt là ẩn chỉ, áp nhi cần, là chi thực vật có hoa trong họ Apiaceae.